# Iak-52
Iakovlev Iak-52 (rusă Яковлев Як-52) este un avion ușor proiectat de birourile OKB Iakovlev din Moscova în anul 1976 și produs în România în perioada 1977 - 1998 de Întreprinderea de Avioane Bacău (actual Aerostar) sub numele de Iak-52, ce a obținut dreptul de producție conform acordului în cadrul organizației economice socialiste CAER. Iak-52 a fost conceput ca avion de antrenament pentru elevii organizației sovietice paramilitare de instrucție DOSAAF, care a pregătit piloți militari dar și civili. În prezent, Iak-52 este utilizat frecvent în competiția „World Aerobatic Iak 52” în cadrul Federației Aeronautice Internaționale (FAI).

## Design și dezvoltare

Schemă de construcție

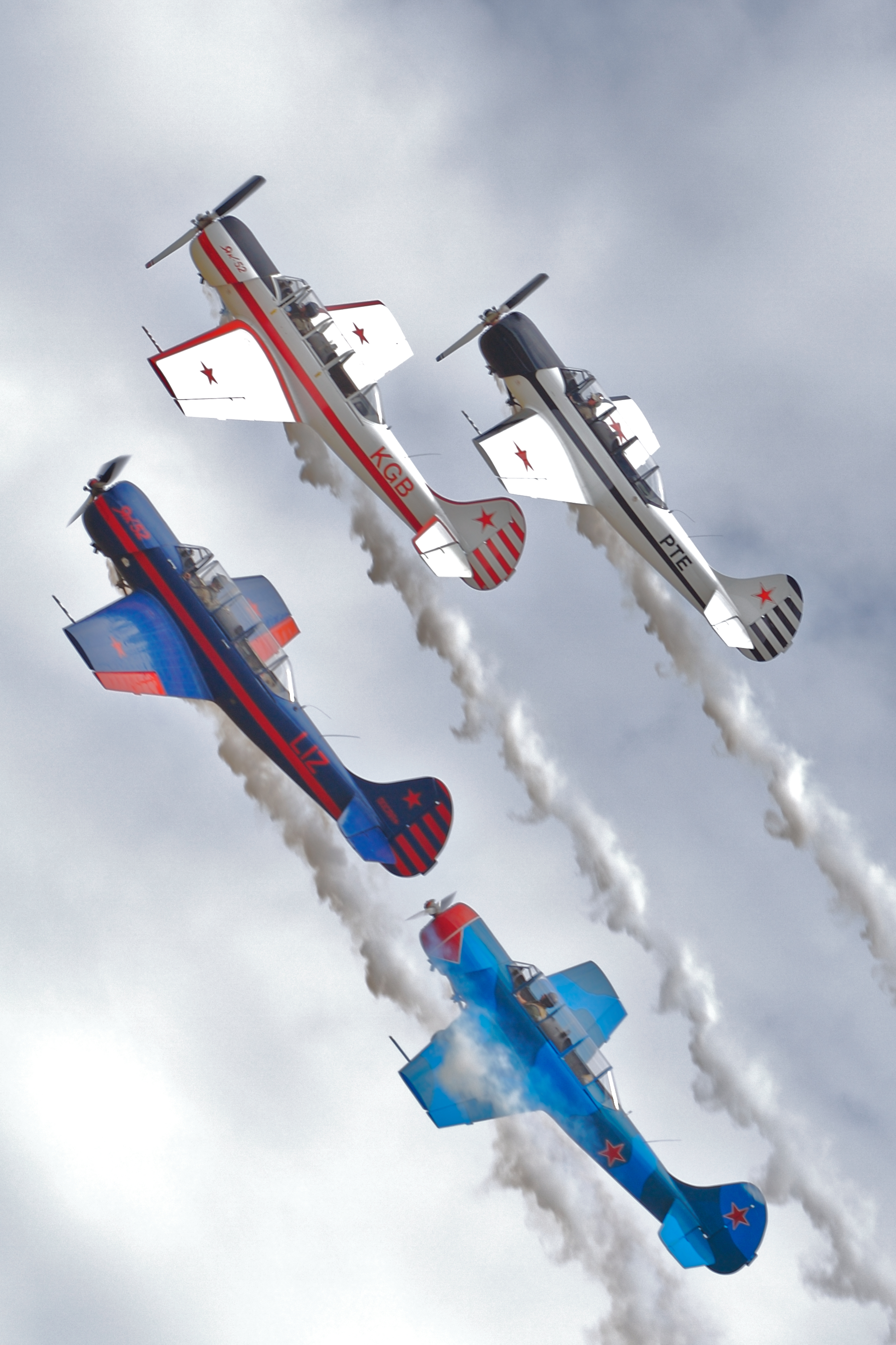
Iakovlev Iak-52S la o festivitate în anul 2007

Iak-52 este inspirat din modelul mai vechi de Iakovlev Iak-50 cu un singur loc, fiind propulsat de un motor radial cu 9 cilindri Vedenayev M14P de 268 kW (360 CP).
Avionul a fost conceput pentru a servi pentru antrenamentul piloților militari începători și de aceea deține o serie de caracteristici care se găsesc la avioanele de atac aerian, în special aspectul cabinei (două posturi de pilotaj independente, panoul de bord, scaunele, sistemul de deschidere al cabinei), structura monoplană integral metalic de tip semi-monococ, flapsurile interioare, poziții de comandă, panouri de acces pe părțile laterale ale fuselajului, locația antenei radio și dimensiunile avionului, ce se potrivesc în mare măsură cu Iakovlev Iak-17 UTI Trainer cu turbojet (denumirea NATO: Magnet).
În cadrul aeronavei sistemele de alimentare cu combustibil și ulei permit zborul invers timp de două minute. Motorul acționează o elice laminată cu două brațe fabricate din lemn și fibră de sticlă, cu sens contrar acelor de ceasornic și pas variabil.

Are o greutate de 998 kg (2.200 lb) gol, fiind capabil de misiuni acrobatice, ușor de manevrat la decolare și aterizare. A fost folosit în competiția internațională de acrobație până la nivelul avansat. Suportă forțe de +7 și -5 G, se poate roti (la dreapta) la 180 grade/secundă și este capabil a face fiecare manevră din Catalogul Aresti.

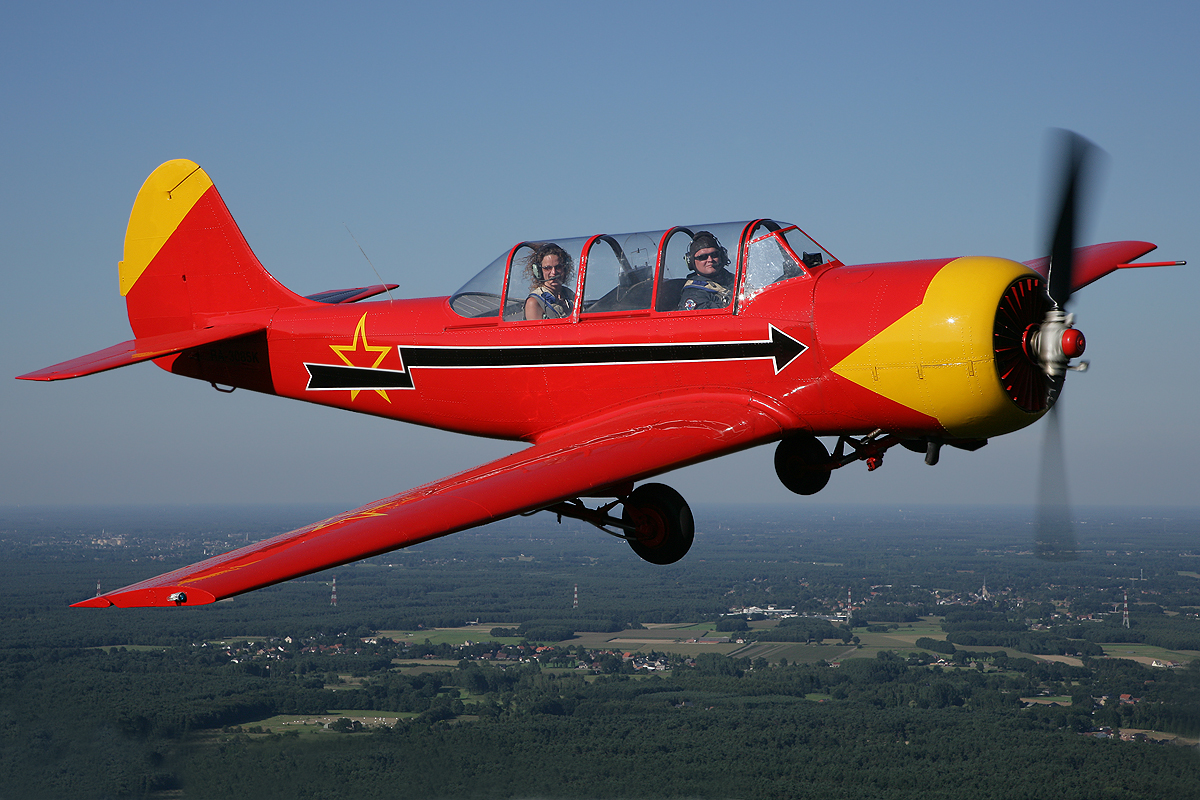
Un Iak-52 în zbor

Ca majoritatea aeronavelor militare sovietice, a fost proiectat să funcționeze în medii dure, cu o întreținere minimă. Una dintre trăsăturile sale principale, neobișnuite la aeronavele occidentale, este sistemul pneumatic extins. Punerea în funcțiune a motorului, trenul de aterizare, flapsurile și frânele roților sunt acționate pneumatic. Rezervoarele sferice de stocare a aerului împreună cu compresorul sunt situate în spatele cabinei. Presiunea de funcționare este cuprinsă între 10 și 50 de bari (145 și 725 psi) și un circuit de urgență este rezervat dacă alimentarea cu combustibil nu mai este posibilă sau compresorul se defectează. În plus, ambele rezervoare principale și cele de rezervă pot fi încărcate separat, din exterior, de la un rezervor de tip Scuba. Aranjamentul de direcție/frânare la sol, în special, face o anumită ajustare față de celalalte sisteme hidraulice, deoarece aeronava utilizează frânarea diferențială controlată de fuselaj și de o pârghie acționată manual pe către pilot.
Trenul de aterizare de tip triciclu este retractabil, dar rămâne parțial expus în poziția retrasă, oferind atât un nivel util de tracțiune în manevre în poziție normală, cât și o măsură de protecție în cazul în care aeronava este forțată să aterizeze.
În prezent au apărut versiunile Iak-52 modificate prin montarea elicelor cu trei brațe, modernizarea motorului M14PF de 298 kW (400 CP) la motorul obișnuit M14P de 360 CP și conversia la trenul de aterizare convențional de tip „tail-dragger” (Iak-52TD). Versiunea Iak-52TW produsă în fabrică are o capacitate suplimentară de 120 litri în două rezervoare.
La 16 aprilie 2004 un avion modernizat de Iak-52M a fost realizat în Rusia, fiind echipat cu motor M-14Kh, elice cu trei brațe și alte ajustaje.

## Operatori militari
Armenia
- Forțele Aeriene Armene

 Belarus
- DOSAAF (Belarus)

 Bulgaria
- Forțele Aeriene Bulgare

 Georgia
- Forțele Aeriene Georgiene

 Ungaria
- Forțele Aeriene Ungare

 Letonia
- Forțele Aeriene Letone

 Lituania
- Forțele de Apărare Voluntare Lituaniene

 România
- Forțele Aeriene Române

 Rusia
- DOSAAF Rusia

 Uniunea Sovietică
- DOSAAF
- Forțele Aeriene Sovietice

 Turkmenistan
- Armata Turkmenistanului

 Vietnam
- Forțele Aeriene Populare Vietnameze